# Hötorgshøjhusene
Hötorgshøjhusene (på svensk Hötorgsskraporna eller De fem trumpetstötarna) er fem højhuse i Stockholm, beliggende i Hötorgscity, som har kontorer og forretninger, i bydelen Norrmalm mellem Hötorget og Sergels Torg i kvarteret Beridarebanan. Der er også et marked, Hötorgshallen, med salg af fødevarer til almindelige forbrugere. De er 61 meter høje og har 19 etager. Den første skitse af bygningerne blev lavet allerede i 1946, og højhusene blev bygget fra 1955 til 1962.
I mange år stod et berømt DUX-skilt på gavlen af det første højhus. Det var dengang Europas største neonreklame, men blev senere taget ned i 1994.

## Historien

### Baggrund
Allerede i 1945 havde arkitekten Sven Markelius fået til opgave at lave en byplan for området omkring Sveavägens sydligste del, hvor det samtidig var planlagt, at Stockholms tunnelbanas nuværende grønne linje skulle føres frem i åben skakt. Markelius, der var leder af forskningsafdelingen i Byggnadsstyrelsen mellem 1938 og 1944 og senere stadsarkitekt i Stockholm fra 1944-1954, planlagde herefter en totalfornyelse af Nedre Norrmalm. Mange arkitekter var involveret i projektet, herunder David Helldén, Paul Hedqvist og Tage William-Olsson. Deres- og byggeafdelingens forslag blev præsenteret i fagbladet Byggmästaren i 1943.
I lang tid blev udformningen af byens højhuse diskuteret. Allerede i 1928 var Artur von Schmalensee kommet med et forslag om ni 30-etagers højhuse, men man talte efterfølgende mere realistisk om fire bygninger. For beslutningstagerne gav tallet fem dog en anden dynamik end fire, eller som David Helldén, arkitekt ved byggeafdelingen, udtrykte det:
" ... Du giver en dame fem roser, ikke fire.
Trafikføringen og trafikstrømmene blev nøje undersøgt, og Sveavägens fremtidige rute var i lang tid uvis. Det blev besluttet at forlænge vejen fra koncertsalen ned til det, der senere skulle blive Sergels Torg.

### Udførelsen
Norrmalms totalfornyelse i 1950'erne og 1960'erne gav Hötorget et helt nyt ansigt. Nedrivningen af den gamle, delvist bevaringsværdige bebyggelse, betød store forandringer i byen, men de fem højhuse vidnede samtidig om en tro på fremtiden og et håb om, at Stockholm ville blive en moderne storby, og at trafikproblemerne ville blive løst for evigt.
De fem højhuse er tegnet af henholdsvis fem forskellige arkitekter og arkitektfirmaer. Alle tilhørte den daværende svenske arkitektelite. Udvendig er bygningerne indbyrdes ret ens, for man søgte et ensartet udtryk, men valget af facadernes design og materialer gav arkitekterne frie hænder. Facaderne er lavet efter konstruktionen curtain wall, hvor en lys facade af glas og aluminium er hængt som et gardin (engelsk: curtain) foran den bærende facaderamme.
Ved at designe bygningslegemet som to forskudte skiver, lykkedes det at give et slankt ydre indtryk. Bygning nummer 5 (det, der var tættest på Sergels Torg) var oprindeligt beregnet til at være et hotel, men den idé blev til sidst opgivet, og man placerede også kontorer der. I dag er Hötorgshøjhusene ét af de få eksempler på høje kontorbygninger i Sverige skabt efter amerikansk forbillede i 1950'erne.

## Lysskilte på højhusene
Stockholms fem højhuse stod færdige mellem 1960 og 1962. Den første bygning, der blev færdiggjort, var højhus nr. 1 (de er nummereret fra 1 til 5 med store blå neonskilte) tættest på Stockholm Koncerthus. Alle fem var bygget til lysreklamer, derfor blev gavlene holdt glatte og uden vinduer. Under facadebeklædningen blev samtlige ledninger klargjorte, og intentionen var at alle fem Hötorgshøjhuse skulle udstyres med elektriske reklametavler. Den første reklame, der kom op, var DUX-skiltet på højhus nr. 1.
I begyndelsen af 1960 fik Dux Telefon och Radiofabriks AB byggetilladelse til et stort reklameskilt på gavlen af højhuset mod Sergelgatan. Skiltet blev designet af højhusets arkitekt David Helldén og Philips Neon lavede det. Det indeholdt i alt over en kilometer neonrør i røde, hvide og blå farver og var dengang Europas største lysreklame. Den 24. august 1960 blev skiltet tændt af Stockholms Mälardrottning (datidens Frøken Stockholm i en skønhedskonkurrence).
Da DUX-mærket forsvandt fra markedet, skulle der gøres reklame for Philips' produkter (Philips havde ejet DUX siden 1930'erne). Philips udnyttede den eksisterende byggetilladelse, og i 1994 blev der installeret en Philips-reklame i stedet for DUX. Det blev Philips' logo øverst på gavlen med teksten "Philips" nedenunder. I begyndelsen af 00'erne blev Philips-skiltet dog også taget ned.
Bortset fra fem store neonfigurer på gavlfacaderne ud mod Sveavägen er der i dag (2010) ingen andre lysskilte på Hötorgshøjhusene, men der er udarbejdet flere forslag til en ny neonskiltning på alle fem højhuse. En gang imellem får gavlene på bygningerne ud mod Sergelgatan en farvet effektagtig belysning.

## Faktuelle oplysninger om bygningerne
| Bygget       | Arkitekt              | Bygherre                                          | Opført    | Indviet | Adresse      |
| ------------ | --------------------- | ------------------------------------------------- | --------- | ------- | ------------ |
| Hötorgshus 1 | David Helldén         | Stockholms kommuns byggeafdeling                  | 1955–1960 | 1960    | Sveavägen 17 |
| Hötorgshus 2 | Anders Tengbom        | Fastighets AB Tornet og Stockholms stads Sparbank | 1957–1960 | 1962    | Sveavägen 13 |
| Hötorgshus 3 | Sven Markelius        | Fastighets AB Hötorget                            | 1960–1962 | 1962    | Sveavägen 9  |
| Hötorgshus 4 | Lars-Erik Lallerstedt | Fastighets AB Hötorget                            | 1960–1962 | 1962    | Sveavägen 5  |
| Hötorgshus 5 | Backström & Reinius   | Samuelsson & Bonnier                              | 1960–1962 | 1962    | Sveavägen 1  |

## I populærkulturen
Hötorgshøjhusene har optrådt i flere film. I filmen Beck – Hævnens pris sprænges en bombe i højhus 5. Hötorgsbygningerne er også af stor betydning i filmen Se upp för Jönssonligan. I denne film er der under højhus 3 en dyb bokshvælving, og Jönssonligan ser ned i hvælvingen fra toppen af taget på højhus 3 via en elevatorskakt.

## Billeder
Højhus 1 ligger nærmest Koncerthuset, mens højhus 5 ligger tættest ved Sergels Torg.
- Højhus 1
David Helldén
- Højhus 2
Anders Tengbom
- Højhus 3
Sven Markelius
- Højhus 4
L.-E. Lallerstedt
- Højhus 5
Backström & Reinius